# Mieczysława Ćwiklińska
Mieczysław Ćwiklińska (Mieczysława Trapszo, 1 tháng 1 năm 1879 tại Lublin - 28 tháng 7 năm 1972 tại Warsaw) là một nữ diễn viên kiêm ca sĩ người Ba Lan.

## Sự nghiệp
Ćwiklińska ra mắt lần đầu tiên trước khán giả vào ngày 2 tháng 12 năm 1900 tại Nhà hát Ludowy ở Warsaw. Ngoài sự nghiệp diễn xuất trên sân khấu, bà cũng là một trong những nữ diễn viên điện ảnh nổi tiếng thời bấy giờ. Từ năm 1933, bà đã đóng khoảng 40 bộ phim Ba Lan, trong đó nổi bật là vai Idalia Elzonowska trong phim Trędowata (1936), Szkopkowa trong phim Znachor (1937), Ziembiewiczowa trong phim Granica (1938), và vai Ramszycowa trong phim Wrzos (1938).

## Đời tư
Bà đã trải qua hôn nhân ba lần. Lần cuối bà kết hôn là vào năm 1933 với nhà xuất bản sách Marian Steinsberg. Ćwiklińska mất ngày 28 tháng 7 năm 1972 tại Warsaw và được chôn cất tại Nghĩa trang Powązki.

## Phim ảnh
- His Excellency, The Shop Assistant (Jego ekscelencja subiekt, 1933)
- Czy Lucyna to dziewczyna? (1934)
- Police Chief Antek (Antek policmajster, 1935)
- Panienka z poste restante (1935)
- Wacuś (1935)
- Amerykańska awantura (1936)
- Dodek na froncie (1936)
- Jadzia (1936)
- Pan Twardowski (1936)
- Straszny dwór (1936)
- Trędowata (1936)
- Dorożkarz nr 13 (1937)
- Adventure in Warsaw (1937)
- A Diplomatic Wife (1937)
- Dziewczęta z Nowolipek (1937)
- Ordynat Michorowski (1937)
- Pan redaktor szaleje (1937)
- Pani minister tańczy (1937)
- Znachor (1937)
- Second Youth (Druga młodość, 1938)
- Gehenna (1938)
- Granica (1938)
- Profesor Wilczur (1938)
- Robert and Bertram (1938)
- Strachy (1938)
- Sygnały (1938)
- Wrzos (1938)
- Biały murzyn (1939)
- Doctor Murek (1939)
- Ja tu rządzę (1939)
- Kłamstwo Krystyny (1939)
- Przez łzy do szczęścia (1939)
- Testament profesora Wilczura (1939)
- U kresu drogi (1939)
- Złota Maska (1939)
- Żołnierz królowej Madagaskaru (1939)
- Żona i nie żona (1939)
- Ulica graniczna (1948)
- Border Street (1948)